# SK Velc Žilina
SK Velc Žilina (celým názvem: Sportovní klub Velc Žilina) je český klub ledního hokeje, který sídlí v obci Žilina ve Středočeském kraji. Založen byl počátkem roku 2004, poté co převzal hráče a výsledky HC Sokola Hnidousy-Motyčín ze sezóny 2003/04. Od sezóny 2014/15 působí ve Středočeské krajské soutěži, páté české nejvyšší soutěži ledního hokeje. Klubové barvy jsou zelená a černá.
Své domácí zápasy odehrává v Kladně na tamějším ČEZ stadionu s kapacitou 5 200 diváků.

## Přehled ligové účasti
Stručný přehled
Zdroj: 
- 2003–2008: Kladenský okresní přebor (6. ligová úroveň v České republice)
- 2008–2009: Středočeský meziokresní přebor – sk. A (6. ligová úroveň v České republice)
- 2009–2010: BNB Cup Rakovník (neregistrovaná soutěž v České republice)
- 2010–2014: Středočeský meziokresní přebor – sk. A (6. ligová úroveň v České republice)
- 2014–2017: Středočeská krajská soutěž (5. ligová úroveň v České republice)
- 2017– : Středočeská krajská soutěž – sk. Sever (5. ligová úroveň v České republice)

Jednotlivé ročníky
Zdroj: 
Legenda: ZČ - základní část, červené podbarvení - sestup, zelené podbarvení - postup, fialové podbarvení - reorganizace, změna skupiny či soutěže
| Česko (2003 – ) |                                        |                       |           |                                       |                         |
| Sezóny          | Soutěž                                 | Úroveň                | ZČ        | Play-off, nadstavba, sk. o udržení... | Poznámky                |
| 2003/04         | Kladenský okresní přebor               | 6. úroveň             | 5. místo  |                                       |                         |
| 2004/05         | Kladenský okresní přebor               | 6. úroveň             | 6. místo  |                                       |                         |
| 2005/06         | Kladenský okresní přebor               | 6. úroveň             | 3. místo  | Předkolo                              |                         |
| 2006/07         | Kladenský okresní přebor               | 6. úroveň             | 4. místo  |                                       |                         |
| 2007/08         | Kladenský okresní přebor               | 6. úroveň             | 4. místo  |                                       | Reorganizace            |
| 2008/09         | Středočeský meziokresní přebor – sk. A | 6. úroveň             | 5. místo  | Skupina o umístění (9. místo)         | Odchod ze soutěží ČSLH  |
| 2009/10         | BNB Cup Rakovník                       | neregistrovaná soutěž | ?. místo  |                                       | Přechod do soutěží ČSLH |
| 2010/11         | Středočeský meziokresní přebor – sk. A | 6. úroveň             | 6. místo  | Předkolo                              |                         |
| 2011/12         | Středočeský meziokresní přebor – sk. A | 6. úroveň             | 1. místo  | Finálová skupina (4. místo)           |                         |
| 2012/13         | Středočeský meziokresní přebor – sk. A | 6. úroveň             | 1. místo  | Vítěz                                 |                         |
| 2013/14         | Středočeský meziokresní přebor – sk. A | 6. úroveň             | 2. místo  | Zápas o 5. místo (výhra)              | Koupě licence           |
| 2014/15         | Středočeská krajská soutěž             | 5. úroveň             | 6. místo  |                                       |                         |
| 2015/16         | Středočeská krajská soutěž             | 5. úroveň             | 6. místo  |                                       |                         |
| 2016/17         | Středočeská krajská soutěž             | 5. úroveň             | 13. místo |                                       | Reorganizace            |
| 2017/18         | Středočeská krajská soutěž – sk. Sever | 5. úroveň             | 5. místo  |                                       |                         |
| 2018/19         | Středočeská krajská soutěž – sk. Sever | 5. úroveň             | 6. místo  |                                       |                         |
| 2019/20         | Středočeská krajská soutěž – sk. Sever | 5. úroveň             |           |                                       |                         |